# Jaeschkea oligosperma
Jaeschkea oligosperma är en gentianaväxtart som beskrevs av Emil Friedrich Knoblauch.
Jaeschkea oligosperma ingår i släktet Jaeschkea och familjen gentianaväxter. Inga underarter finns listade i Catalogue of Life.